# Ritratto di Lunia Czechowska con ventaglio
Ritratto di Lunia Czechowska con ventaglio è un dipinto a olio su tela (100x65 cm) realizzato nel 1919 dal pittore italiano Amedeo Modigliani. Fino al 20 maggio 2010 ha fatto parte della collezione del Musée d'art moderne de la Ville de Paris, dove è stato rubato insieme ad altri dipinti. 

## L'opera
Lunia Czechowska  aveva 25 anni quando posò per questo ritratto. L'artista e la modella si incontrarono nel 1916 nella capitale francese quando la donna aveva appena 20 anni. Come racconta la donna, i due furono presentati da Leopold Zborowski al caffè de la Rotonde, in piena Montparnasse, dopo aver assistito ad una mostra dello stesso Modigliani. È bene precisare che Lunia era al tempo sposata con un suo connazionale che era partito al fronte per la guerra. Dopo aver ricevuto il consenso dal marito, Lunia Czechowska accettò la proposta di Modigliani di posare per lui presso un  alberguccio del boulevard di Port-Royal. Mentre sappiamo che l'artista amava profondamente Lunia Czechowska, lei ha sempre precisato di essere sempre stata fedele al marito e " [...] di Modigliani rimasi amica, la più vicina, la più affezionata" . Il quadro è sempre stato molto apprezzato dalla critica soprattutto per quando riguarda il soggetto i cui tratti fini e delicati rivelano un'intelligenza perspicace, una rara sensibilità e una natura compassionevole. In questo ritratto del 1919, il ricorrente soggetto femminile si staglia su tutta la lunghezza della tela caratterizzata, come ogni opera di Modigliani, dall'allungamento delle linee del corpo e dall'assenza delle pupille che alludono allo sguardo interiore. Il disegno si riduce all’essenziale, andando a ridurre gli spazi e semplificando le curve, costruendo dei volumi seguendo i dettami della corrente cubista. La particolarità di quest’opera che la contraddistingue dalle altre analoghe è che questa è una delle ultime opere dell’autore prima della sua scomparsa. L’idea di etereo ed eterno viene rimarcata dal pittore delineando la figura solo con curve sinuose e malinconiche.

## Il furto
Nella notte fra il 19 e il 20 maggio 2010, Vjeran Tomic sottrasse dal museo parigino cinque opere di straordinario valore per un danno stimato di "poco meno di 100 milioni di euro". Fra i quadri rubati compaiono "Le pigeon aux petits pois" di Pablo Picasso, "La pastorale'" di Henri Matisse, "L'Olivier pres de l'Estaque" di Georges Braque e "Natura morta con un candelabro"  di Fernand Léger. Le prime ricostruzioni della polizia francese avevano attribuito il furto per opera di una sola "persona vestita di nero"  che era comparsa nelle registrazioni del sistema di videosorveglianza del museo, ma successive indagini hanno portato alla cattura di ben tre uomini . Il primo, Vjeran Tomic, un veterano nel furto con scasso, è stato l'artefice materiale del reato, ma è stato aiutato da un antiquario francese, a cui era affidato il compito della vendita, e da un altro complice a cui sono stati affidati i dipinti. Il furto è stato scoperto poco prima delle 7 del mattino. Una finestra era stata rotta e il lucchetto di una grata che dava accesso al museo era stato manomesso. Il fatto che i dipinti fossero stati accuratamente rimossi dalle loro cornici, piuttosto che tagliati via ha messo fin dall'inizio l'Interpol sulle tracce di qualche persona con precedenti di furto di opere d'arte. I cinque dipinti, tuttavia, non sono mai stati recuperati e si ritiene che siano stati ben nascosti o forse distrutti.  A oggi nessuno dei quadri è stato ritrovato.